# Flatwoods (Kentucky)
Flatwoods est une ville des États-Unis située dans le comté de Greenup, au Kentucky. 
Flatwoods est considérée comme une banlieue de la ville voisine de Ashland située à proximité, même si cette dernière est située dans le comté voisin de Boyd. 
La population de Flatwoods était de 7 325 habitants au recensement de 2020, faisant de Flatwoods la plus grande ville du comté de Greenup.